# Torenstraat 2
Het monumentale huis aan de Torenstraat 2 in Velsen-Zuid is een voormalig weeshuis en oude van dagenhuis van de diaconie van de Nederlands Hervormde Engelmunduskerk. Het is ontworpen en gebouwd door dorpstimmerman Jacob Gaykema en werd in 1769 in gebruik genomen. Het is als weeshuis in gebruik geweest tot 1928.
De diaconie verkocht het gebouw in 1935, waarna het in gebruik geweest is als woonhuis van de koster van de kerk.
In 1965 verkocht de kerkenraad het toen sterk verwaarloosde gebouw aan de Stichting Bouwfonds Trias, die het nog altijd beheert. Het is sindsdien in gebruik als logegebouw voor vrijmetselaren en weefsters. Daarnaast wordt het gebouw door een aantal bedrijven gebruikt.
Het gebouw is een 18e-eeuws huis met rechte lijstgevel, originele vensters met oude roeden en halve luiken. In het interieur bevinden zich verschillende waardevolle elementen, zoals een oorspronkelijke kluis en origineel houtwerk met een inscriptie van het bouwjaar in een balk op zolder.

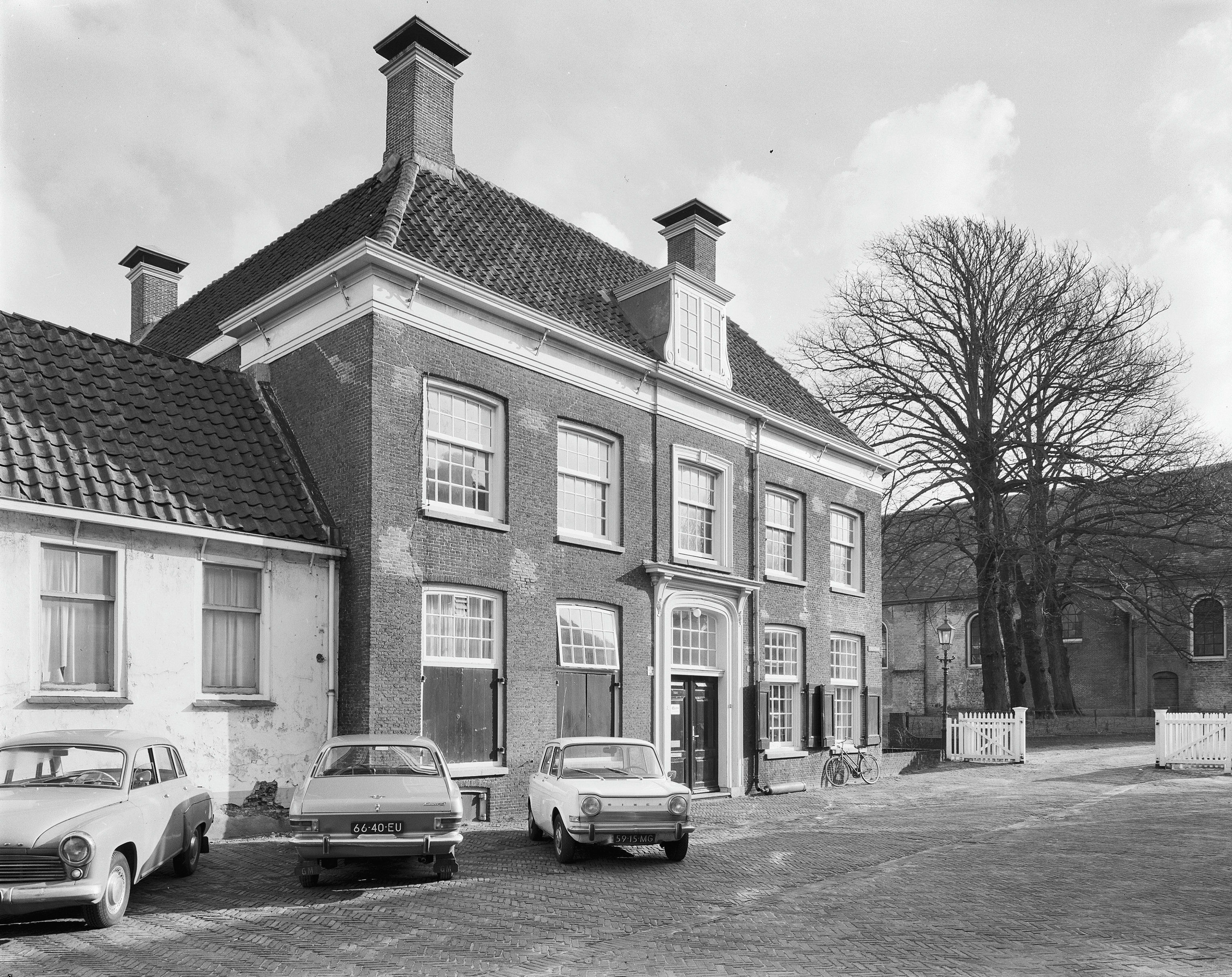
Het gebouw in 1971